# Powstanie Naczezów (1729–1731)
Powstanie Naczezów 1729–1731 – indiańska rebelia plemienia Naczezów skierowana przeciwko francuskiej polityce kolonialnej w Luizjanie. Powstanie, w którego trakcie zniszczona została całkowicie francuska osada w Forcie Rosalie w Natchez, poprzedziło trwające wiele lat konflikty pomiędzy Indianami i Francuzami, których koniec nastąpił ostatecznie w roku 1763.

## Powstanie Naczezów 1729–1731
W listopadzie 1729 r. francuski komendant fortu Sieur de Chépart zażądał od Naczezów opuszczenie wioski White Apple. Powodem było przeznaczenie terenów, na których znajdowała się wioska pod plantacje tytoniu. Naczezowie uznali francuskie żądanie za afront, rozpoczynając rozmowy ze sprzymierzonymi plemionami Indian Yazoo, Koroa, Illinois, Czikasawów oraz Czoktawów. Sojuszników do walki z Francuzami poszukiwali również wśród afrykańskich niewolników, pracujących na francuskich plantacjach.
Do głównego ataku Indian doszło dnia 28 listopada 1729 r. W tym dniu Naczezi oraz ich sprzymierzeńcy całkowicie zniszczyli kolonię francuską w Forcie Rosalie, zabijając ponad 200 kolonistów i biorąc do niewoli 300 kobiet, dzieci i niewolników. Według relacji jednego z duchownych francuskich – Philiberta, po stronie francuskiej zginęło 138 mężczyzn, 35 kobiet i 56 dzieci. Indianie utracili 12 wojowników.
W styczniu 1730 r. Francuzi podjęli próbę oblężenia głównej osady Naczezów w Forcie Natchez, zostali jednak pobici. Dwa dni później ponownie zaatakowano fort, tym razem z pomocą 500 wojowników plemienia Czoktawów, którzy zabili ponad 100 Naczezów, uwalniając z niewoli 50 Francuzów i tyle samo czarnych niewolników. Mimo to, za wszystkich oswobodzonych z niewoli Czoktawowie zażądali od władz francuskich okupu. Wojnę toczono do roku 1731, do chwili gdy Francuzi zdobyli indiański Fort Natchez. Około 75 Naczezów zbiegło do Czoktawów. Pozostałych stu, w tym najważniejszy wódz Naczezów Wielkie Słońce, trafiło do niewoli i zostało odesłanych jako jeńcy na francuskie plantacje na Karaibach.

## Wojny z Czikasawami 1730–1763
W krótkim czasie, powstanie Naczezów przerodziło się w narastający konflikt indiański z plemionami sprzymierzonymi m.in. Yazoo oraz Koroa. Indianie Biloxi początkowo wzbraniali się przed przystąpieniem do walk. Gdy w roku 1730 większa grupa Naczezów poszukiwała u nich schronienia, została przyjęta życzliwie. Następnej nocy jednak Naczezowie napadli na swoich gospodarzy, zabijając 20 z nich i plądrując wioskę. Po tym wydarzeniu Biloxi wielokrotnie jeszcze atakowali Naczezów pomiędzy latami 1730 a 1740. Także Czikasawowie początkowo przyjęli postawę neutralną, ale w roku 1730 wraz z Naczezami zwrócili się przeciwko Francuzom. Do roku 1731 wielu Naczezów znalazło schronienie wśród Czikasawów. Stosunki pomiędzy Francuzami a Czikasawami pogorszyły się znacznie, zapoczątkowując wojny z Czikasawami w roku 1739. Wojny zakończyły się ostatecznie w roku 1763 po zajęciu Luizjany przez Brytyjczyków.
W trakcie powstania Naczezów dużą rolę odegrali afrykańscy niewolnicy. W styczniu 1730 r. grupa Afrykanów wsparła Naczezów w walce z Czoktawami. Wielu Afrykanów walczyło także po stronie francuskiej. Grupa walczących czarnoskórych członków milicji luizjańskiej dostąpiła funkcji, do których nie mieli dostępu niewolnicy innych kolonii z południa kraju.